# Uri Avnery
Uri Avnery (hebraisk אורי אבנרי, født Helmut Ostermann; 10. september 1923 i Beckum (Westfalen), død 20. august 2018 i Tel Aviv (Israel)) var en israelsk journalist og fredsaktivist. Han tilhørte en gammel tysk-jødisk bankierfamilie. Familien flyttede til Palæstina i 1933.
Han var medlem af Knesset fra 1965 til 1973 og igen fra 1979 til 1981. Som ung tilhørte han terrororganisationen Irgun, og deltog i den arabisk-israelske krig i 1948. Efter krigen skrev han en bog om krigen.
I 1950'erne og 1960'erne udgav han ugeavisen Haolam Hazeh, en anti-establishment tabloid kendt for mange sensationelle scoop.
Han blev senere engageret i venstreorienteret aktivisme, og grundlagde fredsbevægelsen Gush Shalom, som han siden har været leder af. Bevægelsen er respekteret i Europa, men de fleste israelere ser på den og Uriely som pro-palæstinensiske aktivister.
Avnery krydsede i 1982 frontlinjen til Beirut, hvor han mødtes med Yasser Arafat, hvilket efter sigende skulle have været første gang en israeler mødte Arafat personligt. 

## Eksterne links
- Averny News Arkiveret 28. maj 2005 hos  Wayback Machine
- Gush Shalom